# Helmut Jacobs (Politiker)
Helmut Jacobs (* 12. August 1946 in Moorhusen) ist ein deutscher Politiker (SPD).

## Leben
Nach seinem Abitur studierte Jacobs Erziehungswissenschaften, Mathematik und Chemie in Hamburg und erreichte das 1. Staatsexamen als Volks- und Realschullehrer. Er war Referendar in der Abteilung Berufsbildende Schulen Hamburg und danach Berufsschullehrer an der G3 in Hamburg. Er ist Mitglied des Schulverbandes Wilstermarsch und Schulverbandsvorstandsmitglied. 1992 erhielt er die Freiherr-vom-Stein-Medaille.
1967 wurde Jacobs Mitglied der SPD. Dort gehörte er dem Ortsvorstand in Wilster an, wo er Ortsvereinsvorsitzender war. Er war auch Mitglied des Kreisvorstandes. Ferner war er Ratsherr in Wilster, stellvertretender Bürgervorsteher, 1. Stadtrat und stellvertretender Bürgermeister, Bürgervorsteher, Fraktionsvorsitzender im Stadtrat, Kreistagsabgeordneter des Steinburger Kreistages, dort Personalausschussvorsitzender und Finanzausschussvorsitzender sowie Hauptausschussvorsitzender der Stadt Wilster. Von 1996 bis 2005 saß er, direkt gewählt im Landtagswahlkreis Steinburg-West im Landtag von Schleswig-Holstein, wo er stellvertretender Vorsitzender des Umweltausschusses war.